# 130e division d'infanterie (France)
Pour les articles homonymes, voir 130e division.
La 130e division d'infanterie est une division d'infanterie de l'Armée de terre française qui a participé à la Première Guerre mondiale.

## Les chefs de la d'infanterie

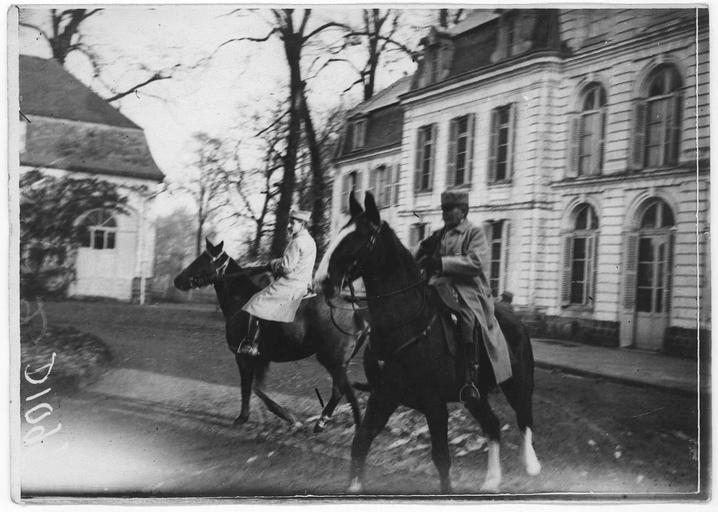
Le général Superbie, commandant la, le 9 septembre 1915 à Humières.

## Les chefs de la130edivisiond'infanterie
- 6 juillet 1915 - 19 janvier 1916 : général Superbie[1]
- 19 janvier 1916 - 11 novembre 1917 : général de Toulorge

## Composition
- Infanterie
  - 39e régiment d'infanterie de juillet 1915 à novembre 1917
  - 239e régiment d'infanterie de juillet 1915 à novembre 1917 (dissolution)
  - 405e régiment d'infanterie de juillet 1915 à juillet 1916 (dissolution)
  - 407e régiment d'infanterie de juillet 1915 à novembre 1917
- Cavalerie
  - 2 escadrons du 14e régiment de hussards de juillet 1915 à janvier 1917
  - 2 escadrons (puis 1 escadron à partir de juillet 1917) du 7e régiment de chasseurs à cheval de janvier à novembre 1917
- Artillerie
  - 2 groupes de 75 du 11e régiment d'artillerie de campagne de juillet 1915 à juillet 1917
  - 1 groupe de 95 du 28e régiment d'artillerie de campagne de juillet 1916 à juillet 1917
  - 3 groupes de 75 du 211e régiment d'artillerie de campagne de juillet à novembre 1917
  - 102e batterie de 58 du 11e régiment d'artillerie de campagne de janvier 1916 à juillet 1917
  - 101e batterie de 58 du 211e régiment d'artillerie de campagne de juillet à novembre 1917

## Historique

### 1915
- 8 – 15 juillet : constitution dans la région de Moncheaux.
- 15 juillet – 4 août : mouvement vers le front et occupation d'un secteur au nord de Neuville-Saint-Vaast.
- 4 – 23 août : retrait du front et repos dans la région de Berles-au-Bois ; travaux vers Mont-Saint-Éloi.
- 23 août – 6 septembre : mouvement vers le front et occupation d'un secteur entre le cimetière et le nord de Neuville-Saint-Vaast.
- 6 – 16 septembre : retrait du front et repos à l'ouest d'Aubigny-en-Artois.
- 16 – 23 septembre : mouvement vers le front et occupation d'un secteur entre le cimetière et le nord de Neuville-Saint-Vaast.
- 23 septembre – 8 octobre : retrait du front : tenue prête, vers Hermaville, à intervenir dans la 3e bataille d'Artois. À partir du 25 septembre, éléments engagés vers la crête de Vimy.
- 8 octobre – 9 novembre : occupation d'un secteur vers le sud de Roclincourt et la Scarpe.
- 9 novembre – 17 décembre : retrait du front ; repos dans la région d'Avesnes-le-Comte, puis, à partir du 15 novembre, dans celle d'Humières.

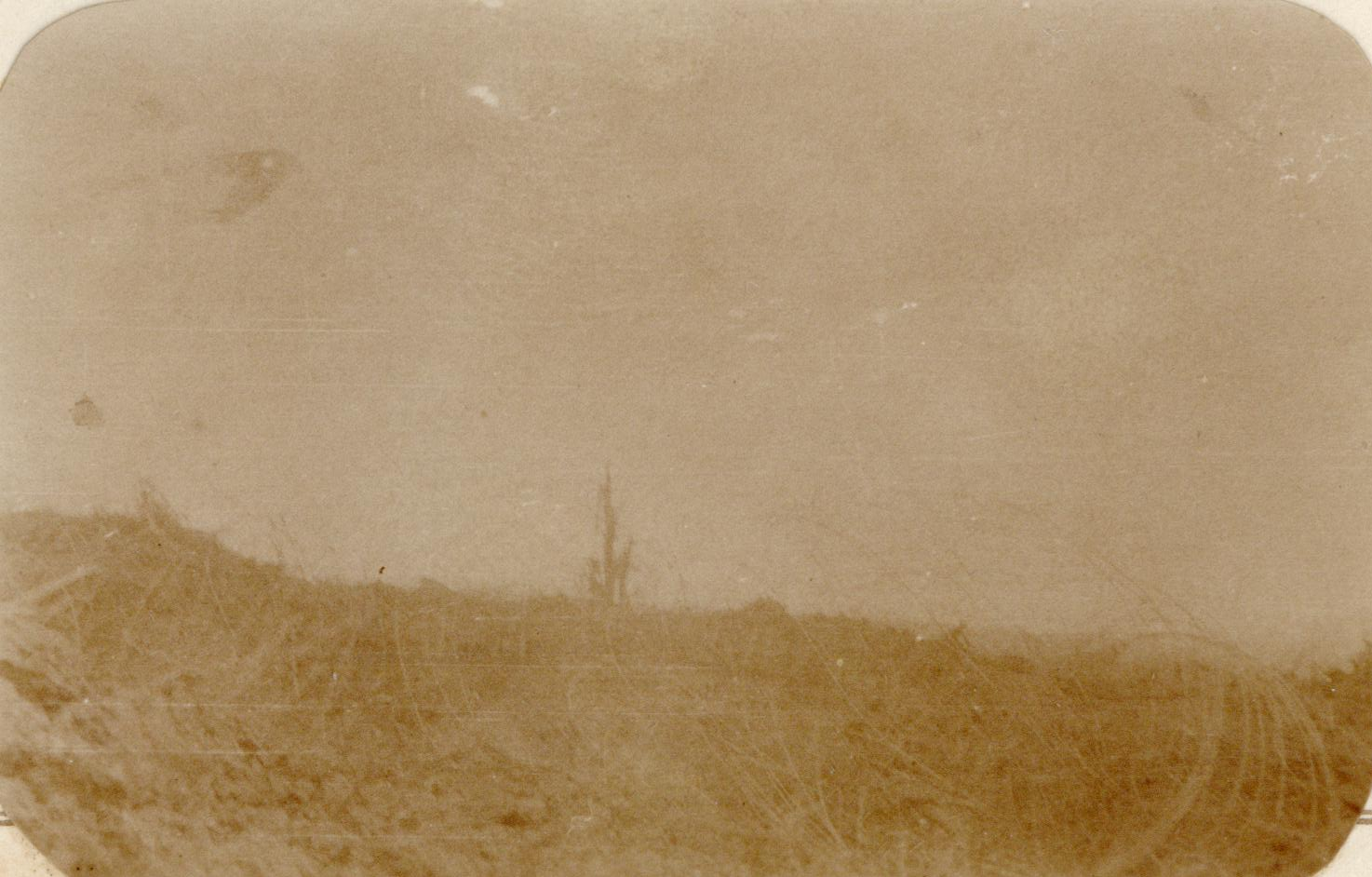
Le No man's land entre Souchez et Givenchy, photo prise par un soldat du le 4/1/1916 matin.

- 17 décembre 1915 – 1er mars 1916 : occupation d'un secteur vers Souchez et le bois de Givenchy.
  - 21 février 1916 : attaque allemande sur le bois de Givenchy.

### 1916
- 1er – 11 mars : retrait du front ; à partir du 3 mars, transport par voie ferrée (VF) dans la région Bayon, Charmes ; repos.
- 11 mars – 4 juin : mouvement vers le front et occupation d'un secteur entre Bezange-la-Grande et Brin, étendu à gauche, le 28 mai, jusqu'à Armaucourt.
- 4 – 10 juin : retrait du front et repos vers Dombasle-en-Argonne ; à partir du 6 juin, transport par VF dans la région de Revigny-sur-Ornain.
- 10 – 28 juin : transport par camions à Verdun. À partir du 13 juin, engagée dans la bataille de Verdun, vers le bois de Vaux Chapitre et l'ouvrage de Thiaumont :
  - 21 et 23 juin : attaques allemandes sur le bois de Vaux Chapitre et Fleury-devant-Douaumont.
  - 25 juin : contre-attaque française.
- 28 juin – 24 juillet : retrait du front et transport par camions dans la région de Chevillon ; repos. À partir du 6 juillet, transport par camions dans la région de Vitry-le-François ; repos.

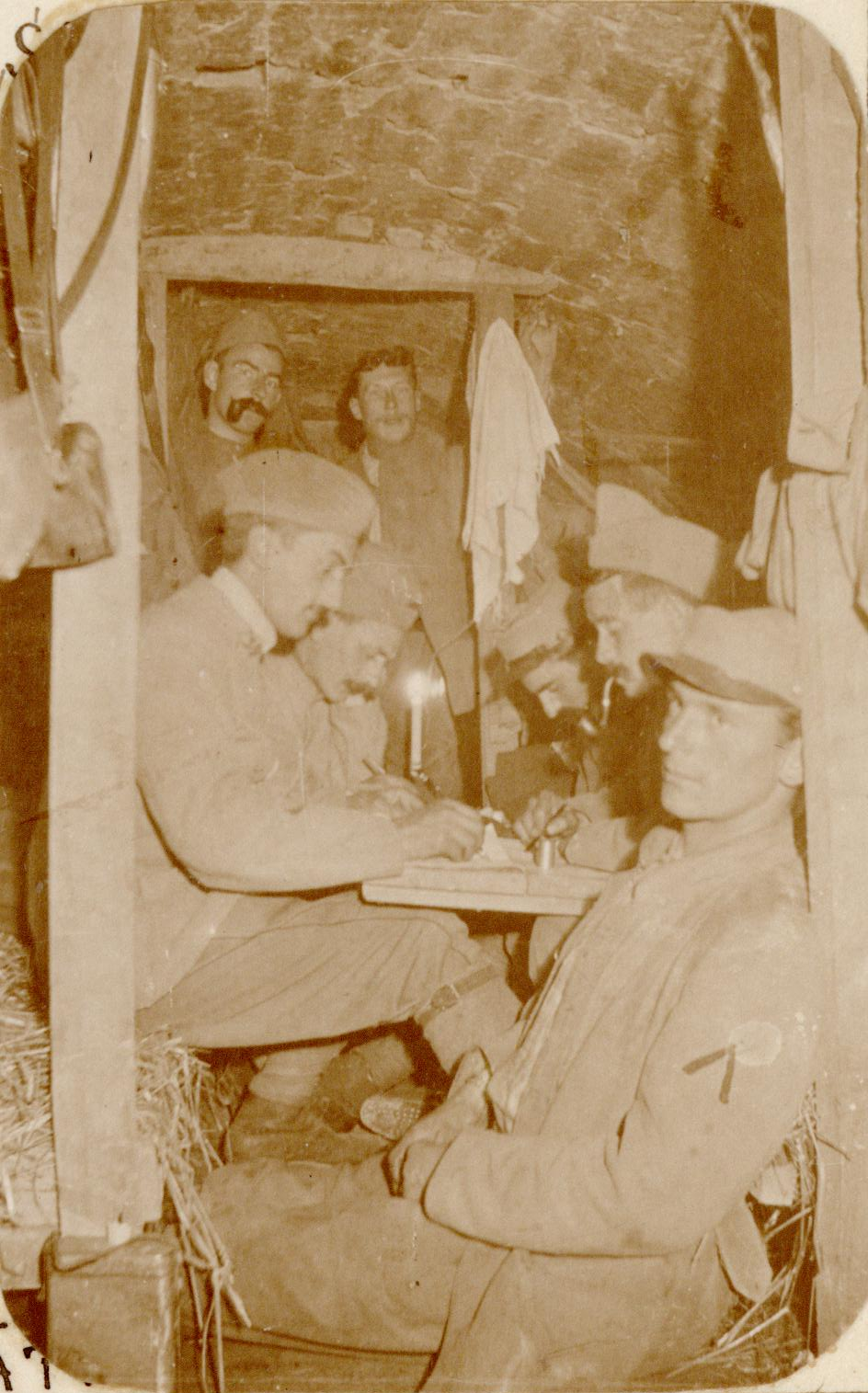
Téléphonistes du au repos dans une cave à Lachalade, septembre 1916.

- 24 juillet – 16 septembre : mouvement vers Givry-en-Argonne ; à partir du 29 juillet, occupation d'un secteur entre le Four de Paris et la Haute Chevauchée (guerre de mines).
- 16 – 29 septembre : retrait du front ; repos et instruction dans la région de Pierrefitte.
- 29 septembre – 23 octobre : transport par camions à Verdun et occupation d'un secteur vers le bois de Vaux Chapitre et l'ouvrage de Thiaumont.
- 23 octobre – 7 novembre : retrait du front et transport par camions dans la région de Pierrefitte ; repos.
- 7 novembre 1916 – 16 janvier 1917 : transport par VF et par camions vers le nord et occupation d'un secteur vers Trésauvaux et Châtillon-sous-les-Côtes.

### 1917
- 16 – 20 janvier : retrait du front et transport par VF dans la région de Toul.
- 20 janvier – 24 juin : mouvement vers le front, puis occupation d'un secteur vers Flirey et l'étang de Vargévaux.

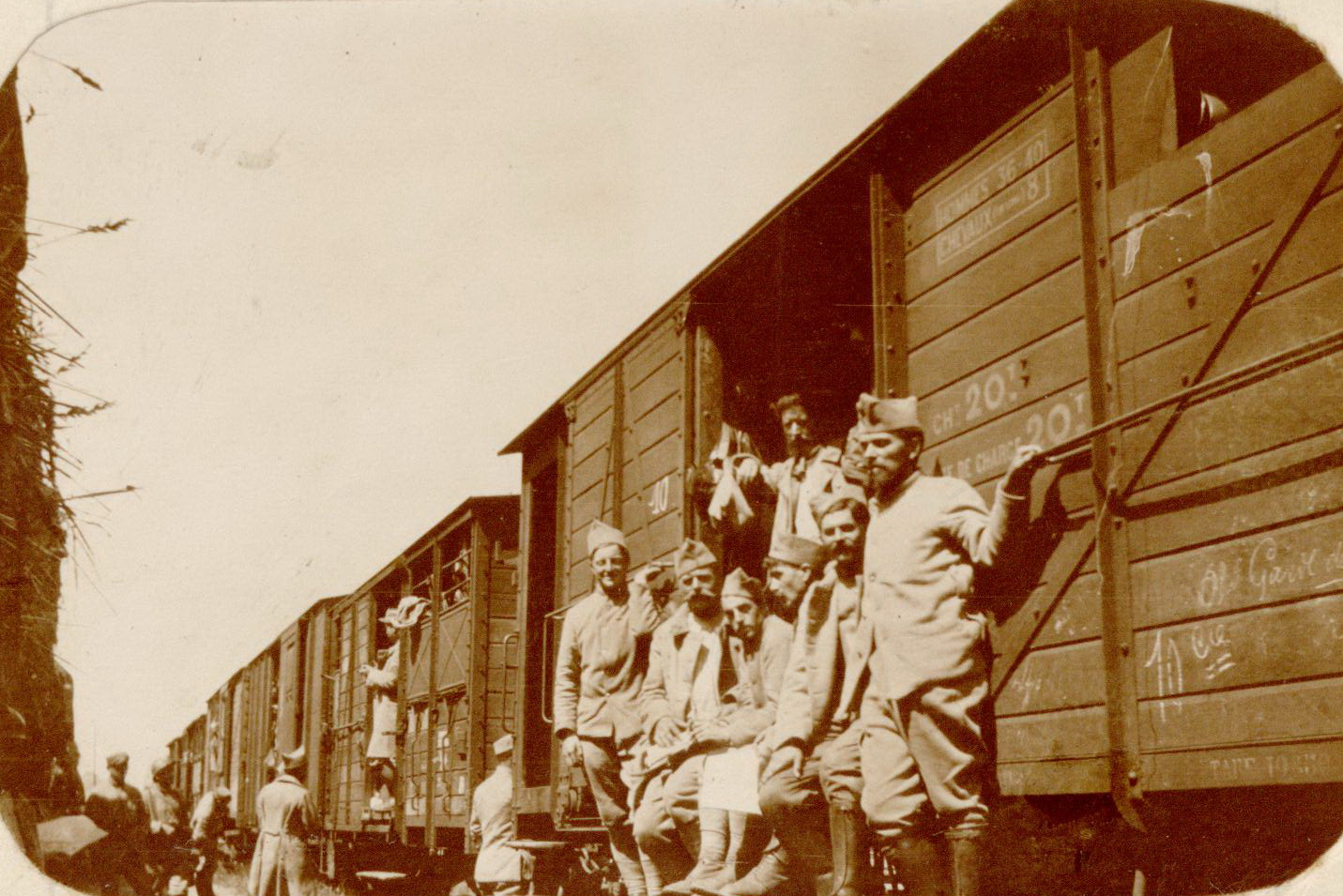
Embarquement de soldats du à Coincy, juillet 1917.

- 24 juin – 18 juillet : retrait du front ; repos et instruction au camp de Bois-l'Évêque. À partir du 11 juillet, transport par VF, de la région de Toul, vers celle de Fère-en-Tardenois ; repos.
- 18 juillet – 18 août : occupation d'un secteur vers Courtecon et la ferme Malval.
- 18 août – 4 septembre : retrait du front ; repos dans la région de Fismes, Paars.
- 4 – 16 septembre : occupation d'un secteur vers le plateau des Casemates et la ferme de la Creute.

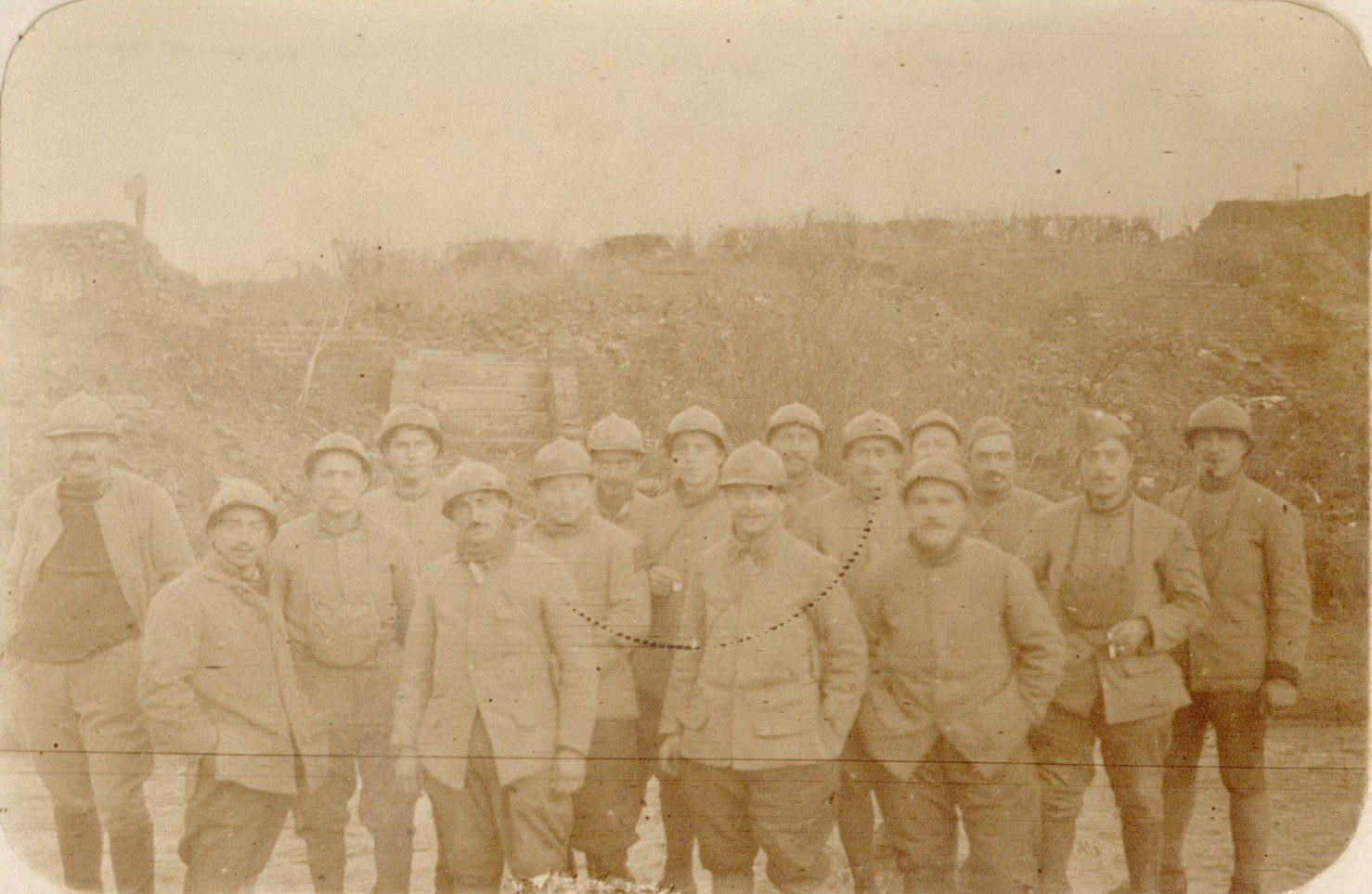
Seize poilus du à Montescourt-Lizerolles, 28 septembre 1917.

- 16 septembre – 11 novembre : retrait du front, transport par VF, de Fismes, à Noyon ; stationnement et travaux dans la région Noyon, Salency.
- 11 novembre : dissolution.

## Rattachement
- Affectation organique : 3e corps d'armée, de juillet 1915 à novembre 1917

- 2e armée
  - 3 mars 1915 – 16 janvier 1917
- 3e armée
  - 16 septembre – 11 novembre 1917
- 6e armée
  - 11 – 16 juillet 1917
- 10e armée
  - 8 juillet 1915 – 3 mars 1916
  - 16 juillet – 16 septembre 1917
- Détachement d'armée de Lorraine
  - 3 mars – 6 juin 1916